# Henry Flynt
Henry Flynt (Greensboro, Carolina del Norte, 1940) es un filósofo, músico, activista antiarte y artista estadounidense.

## Discografía
- New American Ethnic Music Volume 2 : Spindizzy
- C Tune
- You Are My Everlovin' / Celestial Power
- Graduation and Other New Country and Blues Music
- Raga Electric
- Backporch Hillbilly Blues, vol 1
- Backporch Hillbilly Blues, vol 2
- I Don't Wanna
- Purified by the Fire
- Henry Flynt & Nova' Billy
- Violin Strobe